# Нонда (вулкан)
Нонда — стратовулкан на острові Велла-Лавелла . Вулкан являє собою лавовий купол, розташований у розмитому кратері, відкритому на північний схід. Про виверження не повідомлялося, хоча жителі повідомляли про "дим" і вибухову активність поблизу андезитового пагорба Нонда під час сильного землетрусу в 1959 році . Острів має кілька вулканічних центрів пліоцену та ймовірно плейстоцену  і був включений до Каталогу діючих вулканів світу  завдяки його геотермальній активності. У термальній зоні Парасо спостерігаються сольфатари, гарячі джерела та киплячі грязьові котли.